# Artux
Artux (阿图什市S) è una città-contea della Cina, situata nella regione autonoma dello Xinjiang e amministrata dalla prefettura autonoma kirghisa di Kizilsu.
Nei pressi della città è sita la tomba di Sultan Satuq Bughra Khan, primo governatore di Kashgar a convertirsi all'Islam, e l'adiacente moschea Sulitanjiamai.